# Гарсон, Майк
Майк Гарсон (англ. Mike Garson; 29 июля 1945, Нью-Йорк) — американский пианист, наиболее известен по его работе с Дэвидом Боуи, Nine Inch Nails, Free Flight, Билли Корганом, Smashing Pumpkins и The Dillinger Escape Plan.

## Биография
В начале 1970-х годов, Гарсон был членом ансамбля Brethren, которые играли смесь рок/кантри/джаза. Участниками Brethren были: Рик Маротта, Том Косгроув (Tom Cosgrove) и Стью Вудс (Stu Woods). Вместе они записали два дефицитных альбома на лейбле Tiffany Records, с приглашенным пианистом и Доктором Джоном (фотографию для обложки альбома сделал Мюррей Хэд, известный по хитам «Say it Ain’t So Joe» и «One Night In Bangkok»).
Гарсон также получил известность, поучаствовав в записи альбома I’m the One, экспериментальной художницы Аннет Пикок, в начале 1970-х годов. Дэвид Боуи пригласил Пикок присоединиться к его турне, но она отказалась, после этого, Боуи сделал деловое предложение Гарсону. Так началось длительное творческое сотрудничество двух музыкантов.

## Работа с Дэвидом Боуи
Гарсон играл на фортепьяно и клавишных, в более поздней части турне в поддержку альбома The Rise and Fall of Ziggy Stardust and the Spiders From Mars, а также внёс уникальный вклад в альбом Aladdin Sane, добавив в него авангардное джазовое чувство с длинными и иногда атональными соло на фортепьяно.
Я рассказал Боуи об одной авангардистской вещице. Когда мы записывали мелодию для «Aladdin Sane», это были только два аккорда: Ля и Соль — музыканты играли очень простой, английский рок-н-ролл. Боуи сказал мне: 'Сыграйте здесь соло'. Мы с ним только познакомились, и я сыграл ему блюзовое соло, он дослушал и сказал: 'Нет, это не то, что я хочу'. После чего, я сыграл ему латинское соло. Дэвид вновь остался недоволен: 'Нет, нет, это всё не то', и продолжил: 'Вы сказали мне, что играете авангардную музыку. Играйте авангардный материал!' И я сказал: 'Вы действительно уверены? Потому что, я всё сделаю по-своему!'. Вот так я и придумал это соло, которое до сих пор, все узнают с первого раза. И по сей день, я всё ещё получаю электронные письма на эту тему. Каждый день. Я всегда говорю людям, что Боуи - лучший продюсер, с которым мне приходилось работать, потому что он позволял мне реализовывать свои идеи.Оригинальный текст (англ.)I had told Bowie about the avant-garde thing. When I was recording the "Aladdin Sane" track for Bowie, it was just two chords, an A and a G chord, and the band was playing very simple English rock and roll. And Bowie said: 'play a solo on this.' I had just met him, so I played a blues solo, but then he said: 'No, that’s not what I want.' And then I played a latin solo. Again, Bowie said: 'No no, that’s not what I want.' He then continued: 'You told me you play that avant-garde music. Play that stuff!' And I said: 'Are you sure? ‘Cause you might not be working anymore!'. So I did the solo that everybody knows today, in one take. And to this day, I still receive emails about it. Every day. I always tell people that Bowie is the best producer I ever met, because he lets me do my thing.
Кроме того, Гарсон играл в альбоме Slaughter on Tenth Avenue, гитариста Боуи Мика Ронсона, а также участвовал в его единственном гастрольном туре. На нескольких записях, Гарсон был музыкальным заместителем Боуи. На «We Are the Dead» из альбома Diamond Dogs, Гарсона отбивает такт на рояле, обеспечивая драматический фон для вокала Боуи, а на заглавной песне Young Americans, его фортепианная партия стала основной композиции. Гарсон сотрудничал с Боуи на протяжении многих лет, также участвуя в записи альбомов The Buddha of Suburbia и амбициозном 1.Outside.

## Дискография
- 1979: Avant Garson
- 1982: Jazzical
- 1986: Serendipity
- 1989: Remember Love
- 1990: The Mystery Man
- 1990: Oxnard Sessions, Vol.1
- 1992: A Gershwin Fantasia
- 1992: Oxnard Sessions, Vol.2
- 1998: Now Music, Vol.4
- 2003: Homage to my Heroes
- 2008: Conversations with my Family
- 2008: Lost In Conversation